# برونو غونسالفيس
برونو غونسالفيس هو لاعب كرة قدم برازيلي في مركز الوسط، ولد في 9 أغسطس 1994 في ريو دي جانيرو في البرازيل. لعب مع نادي مادوريرا.

## وصلات خارجية
- برونو غونسالفيس على موقع Soccerway.com (الإنجليزية)